# Экземплификант
Экземплификант (экземплификатив) — конкретное понятие или имя собственное, используемое в качестве примера для обозначения неизвестного места, предмета или личности.
Экземплификанты могут использоваться либо для обозначения условности и произвольности объекта повествования («город N»), либо для подчёркивания заурядности, обыденности обозначаемого (например, для подчёркивания провинциальности, заштатности города — Урюпинск). В разных контекстах эту функцию может выполнять один и тот же экземплификант или экземплификативная формула (например: «Иванов, Петров, Сидоров»).

## Примеры
- Имярек
- Вася Пупкин
- Джон Доу
- Том, Дик и Гарри
- Алиса и Боб
- Хон Гильдон
- Иванов Иван Иванович
- Mustermann (нем.)
- Рабинович